# WWL Americas Championship
El Campeonato de las Americas de la WWL es un campeonato de lucha libre profesional, perteneciente a la promoción World Wrestling League.

## Lista de campeones
| Luchador   | N.º | Fecha                 | Días | Show o evento | Notas                              |
| ---------- | --- | --------------------- | ---- | ------------- | ---------------------------------- |
| Laredo Kid | 1   | 18 de octubre de 2014 | 80   | Insurrection  | Ver listaDerrotó a BJ y Joe Bravo. |

- Datos: Q21864307